# Ратное (Калининградская область)
Ратное — посёлок в Гвардейском городском округе Калининградской области. До 2014 года входил в состав Зоринского сельского поселения.

## История
В 1946 году посёлок Фройденберг был переименован в Ратное.

## Население
| 2002 | 2010 |
| ---- | ---- |
| 62   | ↘60  |

В 1910 году в населённом пункте проживали 392 человека, в 1933 году — 327 человек, в 1939 году — 320 человек.